# Esteban Carvajal Alegria
Pour les articles homonymes, voir Carvajal et Alegría.
 (mai 2020).
Si vous disposez d'ouvrages ou d'articles de référence ou si vous connaissez des sites web de qualité traitant du thème abordé ici, merci de compléter l'article en donnant les références utiles à sa vérifiabilité et en les liant à la section « Notes et références ».
Esteban Carvajal Alegria est un acteur de théâtre et de cinéma français, né le 26 octobre 1989 à Paris.

## Biographie
Il commence sa carrière à quatorze ans, tournant pour la télévision. Élève au lycée Claude-Monet (Paris 13e), il suit les cours de l'option théâtre sous la direction de Brigitte Jaques-Wajeman, de 2004 à 2007. Il intègre ensuite la classe libre du Cours Florent (Promotion XXVIII). Il débute au cinéma sous la direction de Christophe Honoré dans Les Chansons d'amour, cinéaste qui lui confie ensuite le rôle de Matthias dans La Belle Personne, pour lequel il est sélectionné pour être une des seize révélations concourant pour le César du meilleur espoir masculin 2009.
Par la suite, il arrive à s'intégrer dans les univers de cinéastes très différents. Jonglant entre le teen movie arty : Simon Werner a disparu..., premier film de Fabrice Gobert, sélectionné lors du festival de Cannes 2010 (Un Certain Regard) , la super-production française avec L'Homme qui voulait vivre sa vie, ou encore le cinéma politique de Robert Guédiguian (L'Armée du crime) mais également la comédie avec Let My People Go!.

## Filmographie

### Cinéma
- 2006 : Le Plat à gratin : le collègue
- 2007 : Les Chansons d'amour de Christophe Honoré : l'ami d'Erwann
- 2008 : La Belle Personne de Christophe Honoré : Matthias
- 2009 : L'Armée du crime de Robert Guédiguian : Narek Tavkorian
- 2009 : Dimanche matin : Pierrot
- 2009 : Simon Werner a disparu... de Fabrice Gobert : Luc
- 2010 : L'Homme qui voulait vivre sa vie de Éric Lartigau : Valéry
- 2010 : Let My People Go! de Mikael Buch : Policier
- 2010 : La guerre est déclarée de Valérie Donzelli : Garçon Open Kiss
- 2011 : Lorca (court-métrage) de Caroline Chomienne : Pepe
- 2013 : Jeudi 15h (court-métrage) de Léa Drucker : Antoine
- 2014 : L'Année prochaine de Vania Leturcq : Arnaud
- 2017 : Le Redoutable de Michel Hazanavicius

### Télévision
- 2005 : Le Frangin d'Amérique  de Jacques Fansten : Carlo
- 2007 : Les zygs, le secret des disparus : Bantoine
- 2007 : La vie sera belle de Edwin Baily : Jean Artaud
- 2008 : Un souvenir de Jacques Fansten : Tom
- 2010 : Simple de Ivan Calbérac : Corentin
- 2012 : Dans la Bouche (saison 1)
- 2013 : Dans la Bouche (saison 2)
- 2018 : Il était une seconde fois de Guillaume Nicloux : Thibault

## Distinctions
- 2005 : Révélation et découverte pour Le Frangin d’Amérique (prix collectif pour tous les jeunes comédiens du téléfilm) au Festival de la fiction TV de Saint-Tropez[1].